# 월터 캐넌

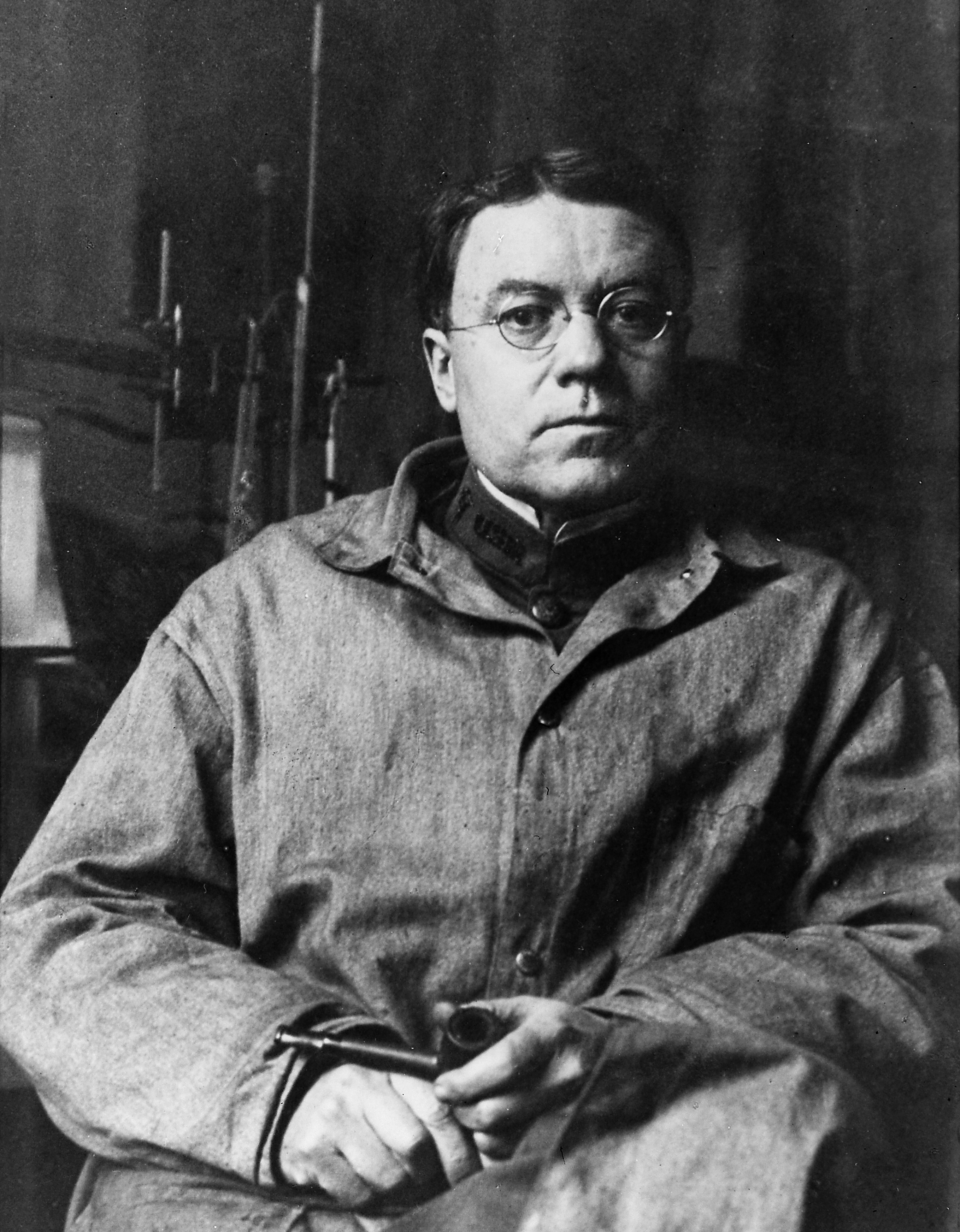

월터 브래드포드 캐넌(영어: Walter Bradford Cannon 1871년 10월 19일 – 1945년 10월 1일)은 하버드 의과 대학의 생리학과 미국 생리 학자, 교수 및 회장이었다. 그는 '싸움-도주 반응'이라는 용어를 만들었고 클로드 베르나르(Claude Bernard)의 항상성 개념을 확장했다. 그는 1932년에 처음 출판된 그의 책 '신체의 지혜'(The Wisdom of the Body)에서 그의 이론을 대중화했다. 한편 월터 캐넌은 윌리엄 제임스, 한스 셀리에의 연구업적과 맥락을 같이한다.

## 저서
- '생리학 실험실 과정'(A laboratory course in physiology) 1910
- '연구자의 길'(The way of an investigator) 1945

## 같이 보기
- 교감신경계